# Michał Koczyński
Michał Koczyński (ur. 29 września 1821 w Leżajsku, zm. 18 sierpnia 1903 w Krakowie) – prawnik, adwokat, profesor Uniwersytetu Jagiellońskiego, poseł do Sejmu Krajowego Galicji i do austriackiej Rady Państwa.

## Życiorys
Był synem Franciszka, nadinspektora lasów dominium leżajskiego i Anieli z Gruszczyńskich. Ukończył gimnazjum w Czerniowcach a następnie studia prawnicze na uniwersytecie we Lwowie uzyskując w 1847 tytuł doktora. Po uzyskaniu w 1850 habilitacji z zakresu procedury cywilnej był od 1851 profesorem nadzwyczajnym prawa i postępowania karnego a od 1855 profesorem zwyczajnym prawa karnego, postępowania karnego i prawa górniczego  na Uniwersytecie Jagiellońskim. Prowadził wykłady, m.in.: z filozofii prawa karnego, teorii procesu, historii prawa kryminalnego, sztuki obrony w procesie karnym, staropolskiego prawa prywatnego; zainicjował też wykłady z prawa górniczego. Od 1852 r. członek Towarzystwa Naukowego Krakowskiego. W latach 1851–1865 kierował katedrą prawa karnego UJ. W roku akademickim 1861/1862 był dziekanem Wydziału Prawa UJ - w tym czasie miał ostre zatargi z niemieckimi profesorami i doprowadził do ich odejścia. W ramach represji po powstaniu styczniowym władze w 1865 przeniosły go w stan spoczynku z prawem do 1/3 emerytury. Od tego momentu poświęcił się całkowicie działalności adwokackiej w prowadzonej przez siebie od 1856 kancelarii adwokackiej w Krakowie.  
W okresie autonomicznym czynny politycznie. Był w latach 1866-1874 radnym miejskim Krakowa. Poseł do Sejmu Krajowego Galicji I kadencji (1865–1866), i II kadencji (1868–1869), wybrany w III kurii obwodu Kraków, z okręgu wyborczego Miasto Kraków, w 1865 na miejsce Leona Skorupki. W Sejmie zajmował się zagadnieniami ustroju rolnego, w związku z czym ogłosił nawet rozprawę na ten temat. Był także posłem  do austriackiej Rady Państwa II kadencji (15 grudnia 1869 - 31 marca 1870) wybranym w wyborach uzupełniających po rezygnacji Wiktora Zbyszewskiego przez Sejm w kurii III z okręgu miast Nowy Sącz-Tarnów-Rzeszów. Złożył mandat z 30 innymi posłami galicyjskimi na znak protestu przeciwko faworyzowaniu Niemców i odrzuceniu uchwały galicyjskiej. W parlamencie austriackim należał do Koła Polskiego.
W 1873 został oskarżony przez krewnych o sprzeniewierzenie kosztowności i gotówki, zdeponowanych u niego przez zmarłą w szpitalu ciotkę. Sąd krajowy w Krakowie go uniewinnił. Jednak po apelacji prokuratora wyższy sąd krajowy w 1874 uznał go winnym oszustwa i sprzeniewierzenia i skazał go na osiem miesięcy więzienia. W związku z tym wyrokiem opuścił adwokaturę i zrezygnował ze sprawowanych funkcji. 
Pozostawił  po sobie spory dorobek naukowy z różnych dziedzin prawa. W I. 1863-1865 był redaktorem wydawanego przez Wydział Prawa UJ miesięcznika "Czasopismo Poświęcone Prawu i Umiejętnościom Politycznym", w którym zamieszczał także swoje rozprawy i artykuły, m.in.: - Rzecz o stanowisku encyklopedycznym prawa karnego; - O istotnych cechach prawa karnego; - O ustawodawstwie drukowym z 17 grudnia 1862. Współpracował także z "Przeglądem Polskim". Przełożył na język polski i wydał z własnym komentarzem wiele ustaw austriackich z zakresu prawa karnego, cywilnego, handlowego, administracyjnego, a jego komentarze, przeznaczone głównie dla praktyków cieszyły się sporą popularnością.
Pochowany na cmentarzu Rakowickim (kw. 6.grób obecnie nie istnieje).

## Ważniejsze prace Michała Koczyńskiego
- O dowodach w prawie karnym austriackim. "Rocznik Tow. Naukowego z Uniwersytetem Jagiellońskim połączonego" (1852)
- Versuch einer systematischen Darlegung der Gerichtsverfassung und der franzosischen Civil-Processordnung in Krakau, Kraków 1855
- Uwagi nad kodeksem karnym Królestwa Polskiego, wprowadzonym w wykonanie od dnia 1 stycznia 1848 r., Kraków 1861
- Żywot Wojciecha Majera ze szczegółowym rozbiorem jego prac naukowych, Kraków 1965
- Rzecz o wolności dzielenia i łączenia posiadłości ziemskich, Kraków 1866
- Pogląd na reformę postępowania cywilno-sądowego w Austrii, Kraków 1867
- Projekt ustawy o księgach gruntowych i miejskich w Galicji, Kraków 1868
- Kilka słów o zaprowadzeniu ksiąg hipotecznych dla posiadłości włościańskich, Kraków 1868
- Sprawozdanie izby adwokatów krakowskich o reformie adwokatury, Kraków 1868
- Ustawa o upadłościach z 25 grudnia 7868 r. uzupełniona późniejszymi przepisami, Kraków 1880,
- dwutomowy komentarz Ustawa sądowa dla Galicji Zachodniej, t. l: Kodeks procedury cywilnej, t. II: Ustawa o właściwości sądów i ustrój sądowy, Kraków 1881-1885.
- Prawidła jurysdykcji cywilnej z 1852 tudzież ustawy egzekucyjnej z 1887 i noweli procesowej z 1874, Kraków 1891,
- Pogląd treściwy na procedurę cywilną austriacką z dn. 1 sierpnia 1895 r., Kraków 1896